# Al Berto
Pour l’article ayant un titre homophone, voir Alberto.
Pour les articles homonymes, voir Berto.
Al Berto (nom de plume de Alberto Raposo Pidwell né à Coimbra en 1948 et mort à Lisbonne en 1997) est un poète portugais.

## Biographie
Il est né à Coimbra dans une famille de la haute bourgeoisie, en partie d'origine anglaise, du côté de son père. Après des études artistiques, il va en Belgique - où il fait des études de peinture à La Cambre pour fuir son pays en proie à la dictature. Après avoir obtenu son diplôme, il abandonne la peinture et se consacre exclusivement à l'écriture.

De retour au Portugal après la révolution des œillets, il vit entre Lisbonne et Sines, collabore à diverses revues et publie plusieurs recueils, dont La Peur et les signes et La Secrète Vie des images, traduits en français en 1993 et 1996. Une anthologie de ses poèmes, rassemblés sous le titre O Medo (« La Peur »), a reçu en 1988 le prix du Pen Club portugais de poésie. En France, l'ensemble de son œuvre, essentiellement traduite par Michel Chandeigne et Jean-Pierre Léger, est édité par les éditions de l'Escampette.
« Alberto, né en 1948, est une figure emblématique de la poésie portugaise contemporaine. Son œuvre s'affirme explicitement comme héritière du romantisme et du symbolisme. Un classique, en somme » (L’Escampette). Dans sa poésie, pleine de lyrisme et d'angoisse, il se fait le chantre de la liberté, de la révolte et de l'amitié. Grand lecteur de Rimbaud et de Genet, il fait souvent écho à eux dans sa poésie ; et par exemple, de manière explicite, dans un de ses derniers poèmes, intitulé « Mort de Rimbaud », qui préfigure sa propre disparition, et dont la dernière partie est marquée par la répétition du vers : « ce que je vois ne peut déjà plus être chanté ». Son dernier recueil, Jardin d'Incendie (1997), traversé par les thèmes de la mort, la maladie, l'enfer, la séparation, est marqué par un certain dépouillement, « sur le chemin de l'ascétisme », comme si le poète s'acheminait vers le silence. « Je crois en la poésie comme unique langage possible », déclarait-il, peu de temps avant sa mort, des suites d'un cancer, le 13 juin 1997.

## Œuvres

### Poésie
- Trabalhos do Olhar (1982)
- O Último Habitante (1983)
- Salsugem (1984)
- A Seguir o Deserto (1984)
- Três Cartas da Memória das Índias (1985)
- Uma Existência de Papel (1985)
- O Medo (Trabalho Poético 1974-1986) (1987)
- O Livro dos Regressos (1989)
- A Secreta Vida das Imagens (1990)
- Canto do Amigo Morto (1991)
- O Medo : Trabalho Poético 1974-1990 (1991)
- Luminoso Afogado (1995)
- Horto de Incêndio (1997)
- O Medo (1998)
- Degredo no Sul (2007)

### Romans
- À Procura do Vento num Jardim d'Agosto (1977)
- Meu Fruto de Morder, Todas as Horas (1980)
- Lunário (1988)
- O Anjo Mudo (1993)
- Dispersos (2007)
- Diários (2012)

### Œuvres traduites en français
- Al Berto (trad. Michel Chandeigne, préf. António Ramos Rosa), La peur et les signes, anthologie, Bordeaux, L’Escampette, 1993 (ISBN 978-2909428048).
- La Secrète Vie des images, traduit par Jean-Pierre Léger, Bordeaux, L’Escampette, 1996
- Lumineux noyé, traduit par Étienne Rabaté, accompagné de Pour Al Berto - Hommages (textes d’Anne Marbrun, Mohammed Bennis, Allain Glykos, Éric des Garets, avec le dernier entretien d'Al Berto, donné au Diário de notícias, 26 avril 1997), Bordeaux, L’Escampette, 1998
- Jardin d’incendie, traduit par Jean-Pierre Léger, Bordeaux, L’Escampette, 2000
- Al Berto (trad. Michel Chandeigne), Trois Lettres de la mémoire des Indes, Bordeaux, L’Escampette, 2001 (ISBN 978-2- 90942-892-5).
- Al Berto (trad. Michel Chandeigne et Ariane Witkowski), Salsugem, Bordeaux, L'Escampette, 2004 (ISBN 9782914387330).
- Al Berto (trad. Michel Chandeigne et Ariane Witkowski), Le Livre des retours, Bordeaux, L'Escampette, 2004 (ISBN 9782914387460).

## Récompenses
- En 1988 Prix Pen Club de poésie pour l'anthologie O Medo.
- Le 10 juin 1992 il est fait officier de l'ordre de Sant'Iago de l'Épée